# Église Saint-Hippolyte de Villeneuve-de-Marsan
Pour les articles homonymes, voir Église Saint-Hippolyte.
L'église Saint-Hippolyte se situe sur la commune de Villeneuve-de-Marsan, dans le département français des Landes.

## Présentation
Comme beaucoup d'édifices plus modestes du voisinage, l'église Saint-Hippolyte comporte un simple vaisseau rectangulaire de briques. Mais elle se distingue de toutes les autres par une plus grande ampleur et par la tour plus étroite qui la prolonge à l'ouest.

### Extérieur
Sur toute leur longueur, les murs du vaisseau présentent à l'extérieur quatre amincissements successifs, sans doute destinés à réduire progressivement le volume des maçonneries, et qui ont dû être ménagés lors d'arrêt et de reprise des travaux. Quatre très gros contreforts bien liés aux murs et donc contemporains de la construction raidissent chaque mur gouttereau, deux le mur est. En revanche, il n'existe pas de contrefort d'angle, car on n'avait pas initialement prévu de voûter l'édifice.
La porte principale s'ouvre au centre de la façade occidentale ; une autre bien plus réduite était ménagée dans le mur nord de la première travée ; elle est aujourd'hui murée. Cinq fenêtres sont percées dans chaque mur gouttereau, deux dans le mur est ; toutes identiques, elles sont également ébrasées vers l'intérieur et l'extérieur, fermées par un arc brisé et entourées d'une arcade nue. À l'origine, leur appui était placé beaucoup plus bas qu'aujourd'hui, mais elles ont été murées dans leur partie inférieure avant la fin du XIVe siècle, pour permettre le développement à l'intérieur d'un registre de peintures. Au XXe siècle enfin, un grand œil-de-bœuf formé de plusieurs ébrasements concentriques a été ménagé au centre du mur est.

### Dispositif défensif
Si l'on en juge par la faible hauteur initiale des fenêtres qui les rendait difficilement accessibles à des assaillants, et par le parti adopté pour les combles édifiés vers la fin du Moyen Âge au-dessus des voûtes, la nef n'a jamais eu de fonction défensive. Le seul élément fortifié était donc la tour occidentale, à laquelle on accédait de l'intérieur par une porte ouverte à l'angle sud-ouest de la nef. un escalier droit ménagé dans un épaississement du mur, puis un escalier à vis construit à l'angle nord-est de la tour, desservait plusieurs pièces superposées, dotées d'un petit nombre d'archères, mais qui ouvraient par des baies plus larges sur l'intérieur de l'église. Plusieurs de ces dispositifs ont dû en partie être refaits après la chute en 1834 d'une guérite donnant au sud-ouest sur la façade. En 1873, on a couronné l'ensemble d'un campanile en bois de chêne.

### Portail occidental et porche
Bien que le portail occidental ne soit que faiblement ébrasé, il comportait de chaque côté un piédroit orné d'un simple tore et trois colonnettes. Les bases, fûts et tailloirs des colonnettes ont aujourd'hui disparu, et il ne subsiste que leurs chapiteaux, dont les feuilles d'angle stylisées peuvent remonter au XIIIe siècle. L'arcade reposant sur les piédroits est ornée d'un tore. On ignore si les voussures étaient décorées, car elles ont été remplacées au XVe siècle par trois arcs en brique de profil concave, qui ont été construits en retrait sur les chapiteaux. En avant de ce portail, le rez-de-chaussée de la tour devait être couvert d'un berceau peut-être doté d'un assommoir ; il a été voûté d'ogives au XVe siècle et transformé en 1869 en un véritable porche par l'adjonction d'une façade de pierre.

### Intérieur
Dans ce vaste vaisseau unique qu'ils partagent en cinq travées barlongues, de larges pilastres engagés dans un double dosseret répondent aux contreforts extérieurs. Ils ne devaient initialement porter que les fermes d'une charpente, mais on les a couronnés au XVe siècle de chapiteaux ornés de feuillages et surtout de monstres ou de masques, pour recevoir les doubleaux et les ogives de la voûte construite à cette époque. Au XIXe siècle, on a surélevé dans la première travée de la nef une vaste tribune reposant au centre sur des piles carrées en pierre.